# Zhuyuan (socken i Kina, Zhejiang)
Zhuyuan (kinesiska: 竹源, 竹源乡) är en socken i Kina. Den ligger i provinsen Zhejiang, i den östra delen av landet, omkring 220 kilometer söder om provinshuvudstaden Hangzhou. Antalet invånare är 1966. Befolkningen består av 949 kvinnor och 1 017 män. Barn under 15 år utgör 18,0 %, vuxna 15-64 år 56 %, och äldre över 65 år 25,0 %.
Genomsnittlig årsnederbörd är 2 326 millimeter. Den regnigaste månaden är juni, med i genomsnitt 461 mm nederbörd, och den torraste är oktober, med 53 mm nederbörd.